# Citocrom c oxidasa
L'enzim citocrom c oxidasa o complex IV (nombre EC 1.9.3.1) és una proteïna transmembrana que es localitza a les bicapes lipídiques de bacteris i també la podem trobar en mitocondris. Es tracta de l'últim enzim de la cadena de transport d'electrons; aquesta rep un electró de cadascuna de les quatre molècules de citocrom c; després els transfereix a una molècula d'oxigen, tot reduint-la a dues molècules d'aigua. Acoblada a aquest procés, es produeix una translocació de protons a través de la membrana, que genera un gradient electroquímic que l'enzim ATP sintasa utilitza per a sintetitzar adenosina trifosfat (ATP).
La reacció catalitzada per l'enzim és la següent (el terme: 4 H+fora fa referència a protons expulsats a l'espai intermembrana mitocondrial)
4 Fe2+-citocrom c + 8 H+in + O₂ → 4 Fe3+-citocrom c + 2 H₂O + 4 H+fora

## Estructura
Estructuralment, el complex IV és una proteïna integral de membrana que inclou diversos grups prostètics metàl·lics així com 13 subunitats, en mamífers. D'aquestes 13, deu estan codificades per gens situats al genoma nuclear i tres al mitocondrial. El complex posseeix dos grups hemo, un citocrom a i altre a₃, així com dos centres de coure (un denominat CuA i l'altre CuB centers). En realitat, el citocrom a₃ i el CuB formen un centre binuclear en el qual es produeix la reducció de l'oxigen molecular a aigua.
El citocrom c, element anterior en la cadena de transport d'electrons (que està reduït mitjançant el complex citocrom bc1, també denominat complex III), s'uneix a la citocrom c oxidasa a un lloc proper al centre binuclear. En acostar-s'hi, cedeix un electró, s'oxida i torna per tant al seu estat Fe+3. El CuA del complex IV, que és qui accepta aquest electró, ho cedeix al seu torn al citocrom a, i aquest al centre binuclear citocrom a₃- CuB. En aquest últim complex els dos metalls, l'àtom de ferro i el de coure, es troben a 4.5 Å de distància entre si i coordinen un ió hidròxid completament oxidat.
La cristal·lografia de rajos X explica una inusual modificació postraduccional de la citocrom c oxidasa: el C6 de la Tyr 244 i el ε-N de la His 240 (numeració del complex en boví). Aquest enllaç és essencial en l'accepció de quatre electrons del complex binuclear, ja que són precisos aquests quatre per a reduir l'O₂ a dues molècules d'aigua. El mecanisme de reducció podria estar basat en un estat intermediari peròxid, que donaria lloc a la producció de radicals superòxid; la hipòtesi més acceptada és la ràpida reducció de l'oxigen molecular per accepció dels quatre electrons, el que acabaria amb la ruptura de l'enllaç oxigen-oxigen.